# Trstěnice (Morávia do Sul)
Trstěnice é uma comuna checa localizada na região de Morávia do Sul, distrito de Znojmo.